# Mesoligia suffuruncula
Mesoligia suffuruncula là một loài bướm đêm trong họ Noctuidae.